# (929) Algunde
(929) Algunde es un asteroide perteneciente al cinturón de asteroides descubierto el 10 de marzo de 1920 por Karl Wilhelm Reinmuth desde el observatorio de Heidelberg-Königstuhl, Alemania.
Está posiblemente nombrado por una chica del calendario Lahrer Hinkender Bote.

## Características orbitales
Algunde forma parte de la familia asteroidal de Flora.